# قواع الصخر الأحمر لسميث
قواع الصخر الأحمر لِسميث (الاسم العلمي: Pronolagus rupestris)، هو نوع من الثدييات يتبع فصيلة الأرانب ضمن رتبة الأرنبيات. يستوطن كينيا، ملاوي، ناميبيا، جنوب إفريقيا، تنزانيا، وزامبيا.